# Adauto Junqueira Botelho
Adauto Junqueira Botelho (Leopoldina, Minas Gerais, 12 de maio de 1895 – Rio de Janeiro, 4 de fevereiro de 1963) foi um professor e médico brasileiro. Destacou-se pela importante atuação no desenvolvimento da psiquiatria e neurologia nacional, atuando tanto nos setores públicos como os privados.  

## Carreira Profissional
Filho do casal Maria de Nazareth Junqueira Botelho e Francisco de Andrade Botelho. No ano de  1917 Adauto Botelho é diplomado pela Faculdade de Medicina do Rio de Janeiro, apresentando a tese Contribuição para a etio-pathogenia da demencia precoce. Dysendocrinias pela reacção de Abderhalden.
Ele foi estagiário no Hospital Nacional de Alienados, posteriormente tornaria-se diretor geral deste Hospital. Ainda foi um dos que fundaram o Sanatório Botafogo, instituição privada de saúde localizada no bairro de Botafogo, inaugurado em 1921.
No Instituto de Psicopatologia da Faculdade de Medicina do Rio de Janeiro, Adauto auxiliou do doutor Henrique Roxo e foi, ainda, professor titular da mesma faculdade. Entre 1941 e 1954 foi o coordenador do Serviço Nacional de Doenças Mentais. Com a aposentadoria do doutor Maurício de Medeiros, passa a ensinar como catedrático, também, na Faculdade de Ciências Médicas do Distrito Federal, atual Universidade do Estado do Rio de Janeiro.
Se torna diretor do Serviço de Assistência a Psicopatas
do Distrito Federal, em 1937. Já em 1939, substitui Waldemiro Pires na Divisão de Assistência a Psicopatas que, em 1941, se transforma no Serviço Nacional de Doenças Mentais; Adauto ocuparia o cargo de diretor até 1954.
Ainda no ano de 1954, por iniciativa de Adauto Botelho, foi inaugurado o Hospital Colônia do estado do Espírito Santo, instituição psiquiátrica que passa a ser denominada com o nome do médico. Tal construção teve inicio em 1949, durante o governo de Carlos Lindenberg.

## Reconhecimento
Foi eleito membro da Academia Nacional de Medicina em 1930, ocupando a Cadeira 57, que tem Juliano Moreira como patrono.